# God of War (2005)
God of War (englisch für Gott des Krieges, Kriegsgott; kurz GoW) ist ein Videospiel aus dem Genre Action-Adventure. Es wurde vom kalifornischen SCE Santa Monica Studio unter der Leitung des Game Designers David Jaffe für die Spielkonsole PlayStation 2 (kurz: PS2) entwickelt und von Sony Computer Entertainment im März 2005 in Nordamerika erstveröffentlicht. In Europa kam das Spiel in den meisten Ländern im Juli desselben Jahres auf den Markt. Nachdem es zunächst keine Altersfreigabe von der Unterhaltungssoftware Selbstkontrolle (USK) erhielt, verzögerte sich der Einführungstermin in Deutschland, bis es im Mai 2006 schließlich auch dort veröffentlicht werden konnte.
Der Spieler steuert den Protagonisten Kratos, einen ehemaligen spartanischen Heerführer, durch eine Fantasywelt, die auf der griechischen Mythologie basiert. Der Spartaner, der als Krieger den olympischen Göttern dient, bekommt von Athene den Auftrag, den Kriegsgott Ares zu töten, mit dem er zehn Jahre zuvor einen Bluteid einging und der Kratos daraufhin dazu brachte, seine eigene Familie zu ermorden.
Die Fachpresse nahm God of War durchweg positiv bis sehr positiv auf und lobte dabei vor allem das antike Szenario, die Grafik und das Spielprinzip mit einer ausgewogenen Mischung aus Action-, Geschicklichkeits- und Rätselelementen. Das Spiel gewann einige Preise und wurde in zahlreiche Bestenlisten aufgenommen. Es war mit über 4,6 Millionen verkauften Exemplaren für Sony auch wirtschaftlich ein großer Erfolg und bildete den Startpunkt des mittlerweile mehrere Spiele für die PlayStation-Konsolenfamilie, ein Handyspiel sowie Romane und Comics umfassenden God-of-War-Franchises. Im April 2010 erschien es in Europa zusammen mit seinem direkten Nachfolger God of War II als God of War Collection mit überarbeiteter HD-Grafik für die PlayStation 3. Eine Portierung für die Handheld-Konsole PlayStation Vita kam im Mai 2014 auf den Markt.

## Handlung
Das Szenario von God of War bildet eine phantastische Version der griechischen Antike, in der Götter, Titanen und Fabelwesen der griechischen Mythologie als Figuren auftreten. Die Handlung wird nichtlinear mit Voraus- und Rückblenden erzählt: Sie wird mit einer Szene eröffnet, in der sich der Protagonist Kratos von einer Klippe ins Meer stürzt, um sich das Leben zu nehmen. Die eigentliche Haupthandlung beginnt drei Wochen zuvor und wird ihrerseits mehrmals durch Zwischensequenzen zu Kratos’ Vorgeschichte unterbrochen, die Ereignisse schildern, die etwa zehn Jahre zurückliegen.

### Vorgeschichte
Kratos, ein Hauptmann des spartanischen Heeres, ist ein erfolgreicher Krieger, der mit seinen Männern unter den Feinden Spartas Angst und Schrecken verbreitet. Trotz der Warnungen seiner Ehefrau Lysandra bleibt Kratos’ Verlangen nach immer neuen Eroberungen ungebrochen. Es kommt jedoch der Tag, an dem der Spartaner vor einer unausweichlichen Niederlage gegen Barbarenhorden aus dem Osten steht. In dieser aussichtslosen Situation ruft er den Kriegsgott Ares um Beistand an und verschreibt ihm im Gegenzug seine Seele und sein Leben. Der Kriegsgott rüstet Kratos daraufhin mit zwei mächtigen Klingen aus, die ihn zugleich an Ares fesseln und damit dem Bündnis auch äußerlich Ausdruck verleihen. Mit diesen Chaosklingen kann Kratos den Anführer der Barbaren töten und seinen Kriegszug im Namen des Ares erfolgreich fortsetzen.

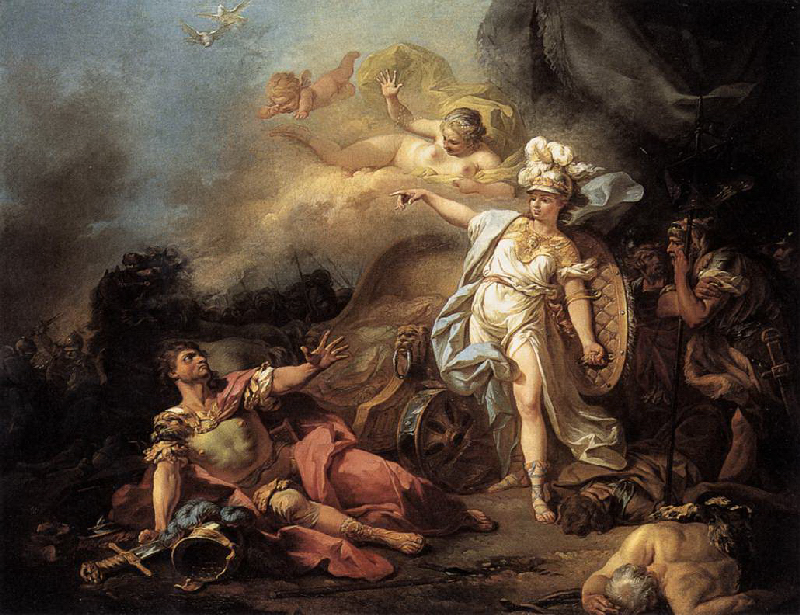
Ares und Athene – interpretiert von Jacques-Louis David

Nach einem Massaker an den Bewohnern eines der Göttin Athene ergebenen Dorfes wird sich der zunehmend grausamer und blutrünstiger agierende Kratos gewahr, dass sich unter den Opfern im Tempel der Athene – Ares’ Gegenspielerin im Olymp – seine Ehefrau Lysandra und seine kleine Tochter Kalliope befinden. Der einsetzende Schmerz über den Verlust lässt ihn zur Besinnung kommen; gleichzeitig belegt ihn das Orakel des geschändeten Tempels mit einem Fluch: Sein Körper solle für alle Zeiten mit der Asche von Lysandra und Kalliope bedeckt bleiben und damit seine Gräueltaten jedermann sichtbar machen. Der nun als Geist von Sparta im ganzen Land gefürchtete Kratos sieht in Ares den wahren Schuldigen für die Ereignisse und trachtet, begleitet von schrecklichen Albträumen und Visionen, fortan danach, am Kriegsgott Rache zu nehmen. In den darauffolgenden zehn Jahren stellt sich Kratos dazu als Krieger in den Dienst anderer Götter, in der Hoffnung, dass diese ihn von seinen Visionen befreien mögen.

### Haupthandlung
Nachdem Kratos auf Weisung des Meeresgotts Poseidon die Hydra getötet hat, erhält er von Athene einen letzten Auftrag. Sie verspricht dem Spartaner, dass die Götter seine Taten vergeben und seine Vergangenheit löschen werden, wenn er Ares tötet, der mit seinen Schergen in Athenes Stadt, Athen, wütet. Kratos kämpft sich durch die halb zerstörte Stadt und begegnet schließlich vor dem Tempel des Orakels einem geheimnisvollen Totengräber, der ein einzelnes Grab schaufelt. Der alte Mann bestärkt den Spartaner in seinem Vorhaben, Ares zu töten, und verrät ihm, dass er das Grab für ihn, Kratos, aushebe; er solle jedoch darauf achten, nicht zu sterben, bevor es fertig sei.

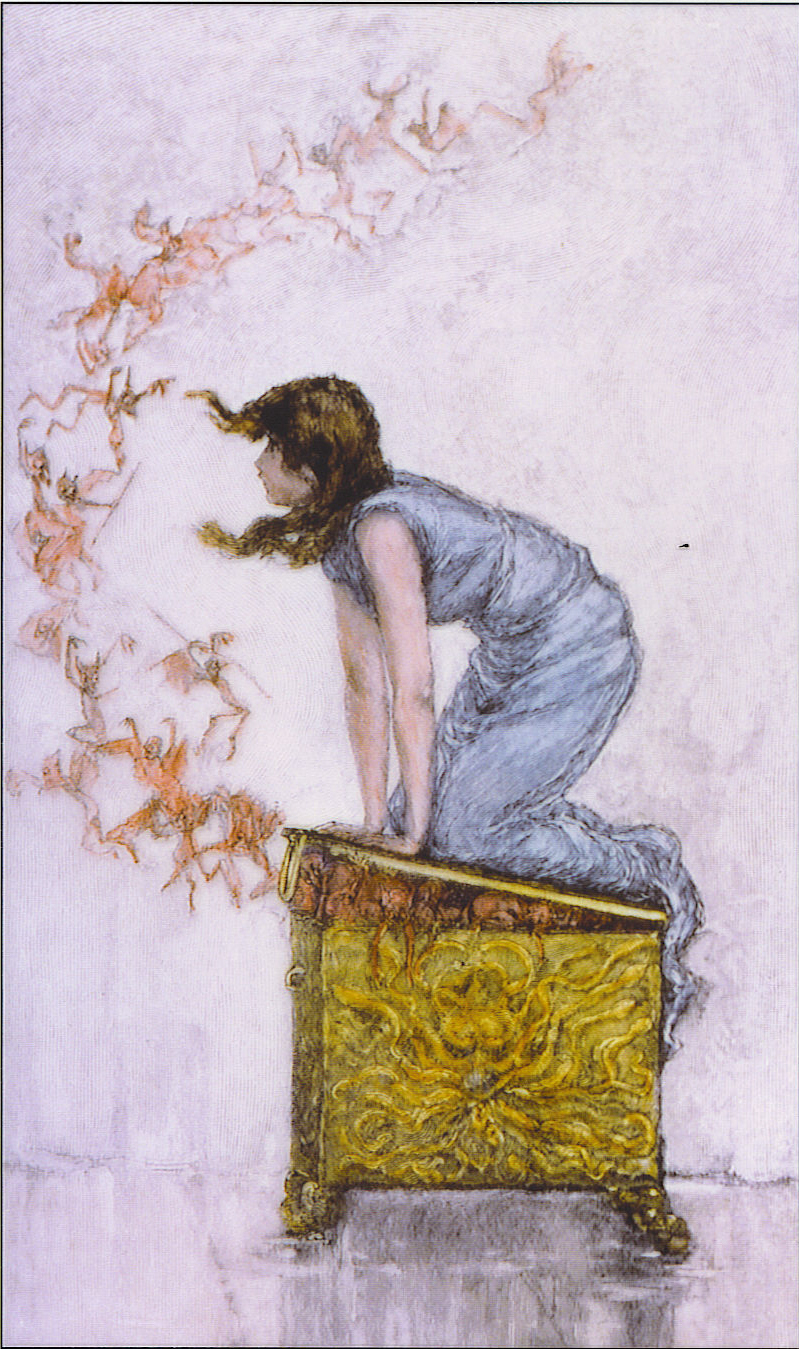
Pandoras Büchse, nach einem Gemälde von Frederick Stuart Church

Kratos rettet das Orakel von Athen vor Ares’ Dienern und erfährt von ihm, dass der einzige Weg, Ares zu besiegen, die Büchse der Pandora sei. Athene offenbart Kratos, dass sich die Büchse in einem Tempel befindet, der auf den Rücken des Titanen Kronos gekettet ist, Zeus’ Strafe für Kronos in der Titanomachie. Kratos durchquert die Wüste, dringt in Pandoras Tempel ein und überwindet dort die zahlreichen Fallen und Widersacher. An der Spitze des riesigen Tempels findet er schließlich die Büchse, eine schwere goldene Truhe. Als er diese nach Athen schaffen will, tötet Ares jedoch von dort aus den Spartaner und lässt die Büchse zu sich bringen.
Kratos stürzt in den Hades hinab und kämpft sich durch die feurige Unterwelt. Mithilfe des geheimnisvollen Totengräbers, der ihm nochmals versichert, dass Kratos nicht nur von Athene göttlichen Beistand erhält, kann der Spartaner durch das nun fertige Grab dem Hades entkommen. Er begibt sich zu Ares, kann ihm die Büchse der Pandora entreißen und öffnet sie, wodurch er selbst gottgleiche Stärke erhält. In einem langen Endkampf gelingt es ihm, den Kriegsgott zu besiegen und zu töten. Athene verkündet Kratos, dass die Götter ihm dankbar seien und ihm seine Taten verzeihen, ihn aber nicht von seinen Albträumen befreien könnten. Von den Göttern enttäuscht, stürzt sich Kratos von einer hohen Klippe ins Meer, um sich das Leben zu nehmen. Athene lässt jedoch nicht zu, dass sich der Spartaner selbst tötet, und hebt ihn als Belohnung für seine Dienste in den Olymp empor. Dort nimmt er Ares’ Stelle als Gott des Krieges ein.

## Spielprinzip

### Allgemeines
Die Spielmechanik von God of War enthält verschiedene Elemente. Zum Erreichen der einzelnen Spielabschnitte muss der Spieler einerseits in actionreichen Kämpfen gegen computergesteuerte Gegner antreten und diese besiegen, andererseits aber auch Rätselaufgaben durch Interaktion mit Objekten wie Schaltern oder Blöcken lösen. Verbunden werden diese Action- und Adventure-Elemente häufig durch Passagen, in denen die Spielfigur im Stile von Jump-’n’-Run-Spielen durch geschicktes Springen, Klettern und Balancieren möglichst schadensfrei durch den Abschnitt bewegt werden muss. Dabei steuert sie der Spieler mit dem linken Analog-Stick des Gamepads und lässt sie durch Drücken einer Taste springen. Die Kamera folgt der Spielfigur in der Third-Person-Perspektive, stellt sie also in ihrer dreidimensionalen Umgebung dar. Die Position der Kamera und ihr Betrachtungswinkel können nicht direkt vom Spieler beeinflusst werden, sondern zeigen das Geschehen je nach Situation meist aus einer mittleren Entfernung, in einzelnen Sequenzen auch aus einer Totalen oder aus einer besonders nahen Perspektive. Erleidet die Spielfigur den virtuellen Tod, etwa weil sie von den Gegnern besiegt wird oder in einen Abgrund stürzt, wird sie zu einem Kontrollpunkt vor dem Kampf oder der Sprungpassage zurückgesetzt. An den sogenannten Speicherpunkten kann der Spieler seinen Spielstand abspeichern.

### Waffen

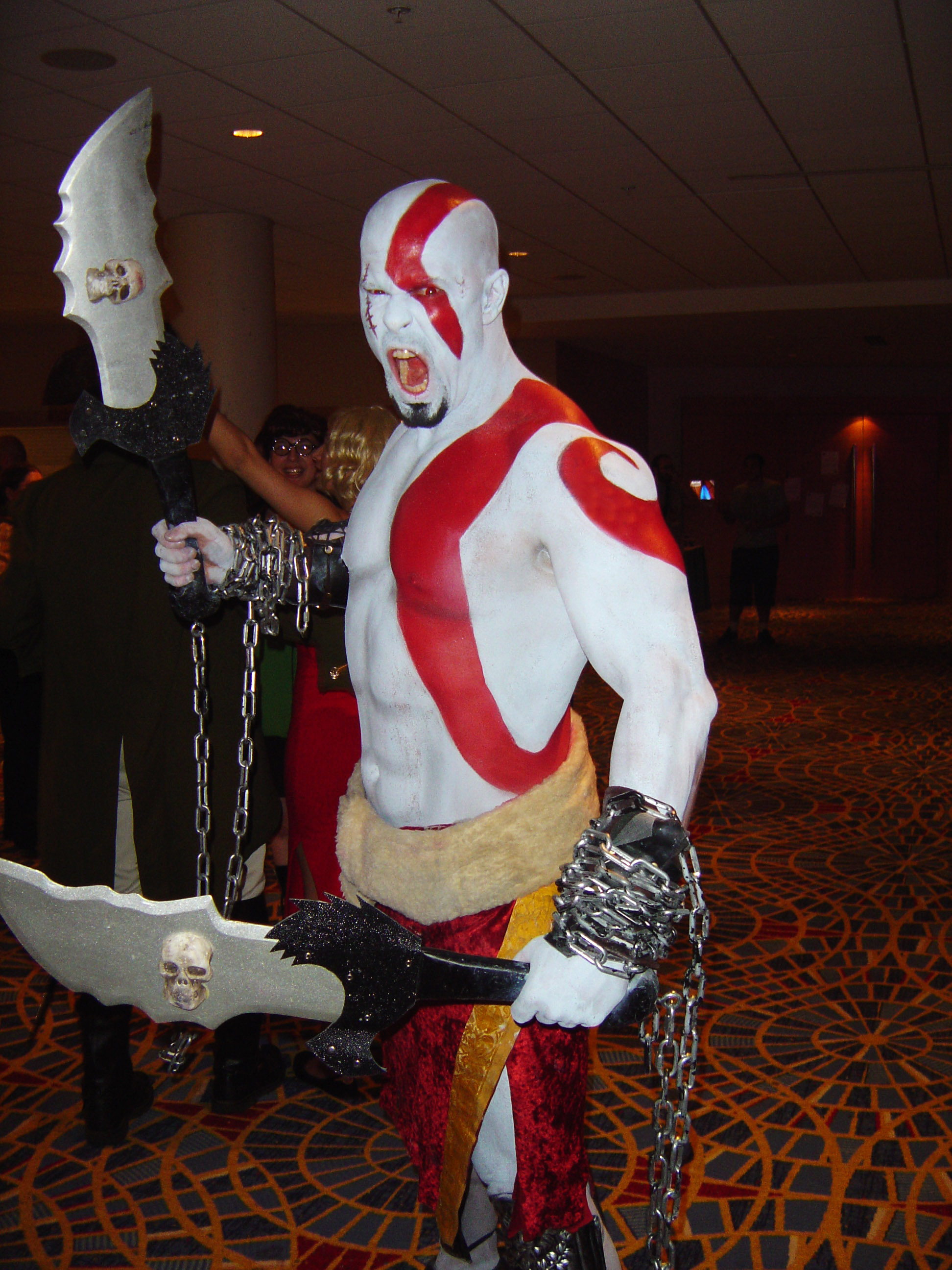
Cosplayer verkleidet als Kratos mit den Chaosklingen

Kratos’ Hauptwaffe sind die sogenannten Chaosklingen, zwei gezackte Klingen mit daran befestigten Ketten, die um seine Handgelenke und Unterarme geschlungen sind, wodurch sie sowohl im Nahkampf wie ein Paar Schwerter als auch durch Herumwirbeln bis zu einer bestimmten Reichweite als Fernkampfwaffen eingesetzt werden können. Später im Spielverlauf steht der Spielfigur zusätzlich ein großes Schwert, die Klinge der Artemis, als alternative Waffe zur Verfügung. Kratos wird zudem nach und nach mit einigen magischen Fähigkeiten ausgestattet, mit denen er beispielsweise Gegner für kurze Zeit versteinern kann oder weit entfernte Gegner durch das Schleudern von Blitzen angreifen kann, vorausgesetzt, dass genügend Magiepunkte vorhanden sind.

### Kampf
Die Spielfigur beherrscht als Grundangriffe einen leichten, schnellen und einen schweren, aber dafür langsameren Schlag. Diese können zu verschiedenen Angriffsketten (sogenannten Combos) kombiniert werden. Gegnerische Angriffe können abgeblockt oder durch schnelle Ausweichbewegungen mit dem rechten Analogstick des Gamepads vermieden werden. Sind die Gegner ausreichend geschwächt, erscheint eine Anzeige, die dem Spieler signalisiert, dass sie nun durch Drücken einer Taste endgültig vernichtet werden können. Bei Endgegnern und größeren normalen Gegnern wie Minotauren, Gorgonen oder Zyklopen wird dazu ein Quick-Time-Event initiiert, in dem der Spieler auf dem Bildschirm angezeigte Tasten rechtzeitig drücken muss, während die Spielfigur automatisch die zugehörigen Kampfaktionen ausführt (siehe Finishing Moves). Kleinere Gegner wie Untote oder Harpyien können hingegen mit einer Taste ergriffen und anschließend entweder mit den Klingen erstochen, auseinandergerissen oder auf andere Gegner geschleudert werden.
Ein weiteres Taktikelement ist der sogenannte Götterzorn. Durch das Besiegen von Feinden füllt sich langsam eine Anzeige auf dem Bildschirm. Wenn diese ganz aufgeladen ist, kann auf Tastendruck für kurze Zeit ein Zustand ausgelöst werden, in dem normale Angriffe wesentlich wirksamer sind und zusätzliche Combos möglich werden. Dabei leert sich die Götterzorn-Anzeige und muss vor der nächsten Benutzung wieder durch Kämpfe aufgeladen werden.
Je nach Gegnertyp und Art der Vernichtung erhält der Spieler sogenannte Orbs, leuchtende Kugeln, die in drei verschiedenen Farben existieren: grüne und blaue für das Auffüllen von Lebensenergie bzw. Magiepunkten sowie rote für das Sammeln von Erfahrung, mit der Waffen und Zauber aufgestuft werden können.

### Weitere Elemente: Erkundung, Rätsel und Geschicklichkeit
In der Spielwelt verstreut befinden sich Truhen mit unterschiedlichen Inhalten. Vor und nach Kampfabschnitten dienen Truhen mit grünen oder blauen Orbs dazu, die Lebensenergie und die Magiepunkte aufzufüllen. Meist versteckt, also nur durch genaues Erkunden der Umgebung zu entdecken, sind Truhen mit roten Orbs oder aber mit sogenannten Gorgonenaugen und Phönixfedern: Das sind Sammelgegenstände, die die maximalen Lebens- und Magiepunkte erhöhen. Rote Orbs kann der Spieler auch erhalten, indem er Kisten oder Vasen in der Umgebung zerschlägt.
An zahlreichen Stellen im Spiel müssen Rätsel gelöst werden, um den nächsten Abschnitt erreichen zu können. Dabei handelt es sich häufig um Puzzle-artige Aufgaben, bei denen beispielsweise Steinblöcke oder Zahnräder zusammengesetzt oder auch mechanische Maschinen richtig bedient werden müssen. Kratos kann dazu große Gegenstände über den Boden schieben oder mit einem Tritt durch den Raum kicken. Einige Rätselaufgaben sind actionbasiert, da sie innerhalb einer vorgegebenen Zeitspanne absolviert werden müssen oder sogar direkt in einen Kampf integriert sind. So muss die Spielfigur zum Beispiel in einem Abschnitt während des Kampfes einen Gegner auf einer bestimmten Bodenplatte versteinern und dadurch einen Schalter auslösen, der eine Tür öffnet.
Das Spiel enthält zudem eine ausgeprägte Jump-’n’-Run-Komponente: So beherrscht Kratos die häufiger in diesem Genre anzutreffende Bewegungsmöglichkeit eines Doppelsprungs; er kann also während er sich bei einem Sprung in Luft befindet, ein zweites Mal springen. Die Spielfigur kann sich an herabhängenden Seilen über Abgründe schwingen, sich an waagrechten Seilen entlanghangeln oder an mit Ranken bewachsenen Wänden klettern. Häufig muss Kratos auch über schmale Balken balancieren, um einen Abgrund zu überwinden. Ab einem bestimmten Punkt in der Handlung hat die Spielfigur die Fähigkeit, unter Wasser zu tauchen. Sie kann dabei keine Waffen benutzen, beherrscht aber einen starken Schwimmstoß, mit dem sie für kurze Zeit schnell vorwärtstauchen und dabei auch brüchige Wände einreißen kann.

## Entwicklung

### Überblick
Die Entwicklung von God of War durch SCE Santa Monica Studio begann 2002 unter dem Arbeitstitel Dark Odyssey und dauerte etwa drei Jahre. Die leitenden Rollen des Directors und des Lead Designers hatte der US-amerikanische Videospiel-Designer David Jaffe inne, der zuvor vor allem durch die Rennspiel-Shoot-’em-up-Spielreihe Twisted Metal bekannt geworden war. Als Produzentin von God of War fungierte Shannon Studstill, die 1999 SCE Santa Monica Studio als Teil der Sony Computer Entertainment Worldwide Studios mitbegründet hatte und die 2006 von der Spielezeitschrift Edge in eine Liste der 100 einflussreichsten Frauen in der Computerspielindustrie aufgenommen wurde. Insgesamt bestand das Entwicklerteam aus etwa 45 Personen.

### Design-Entscheidungen

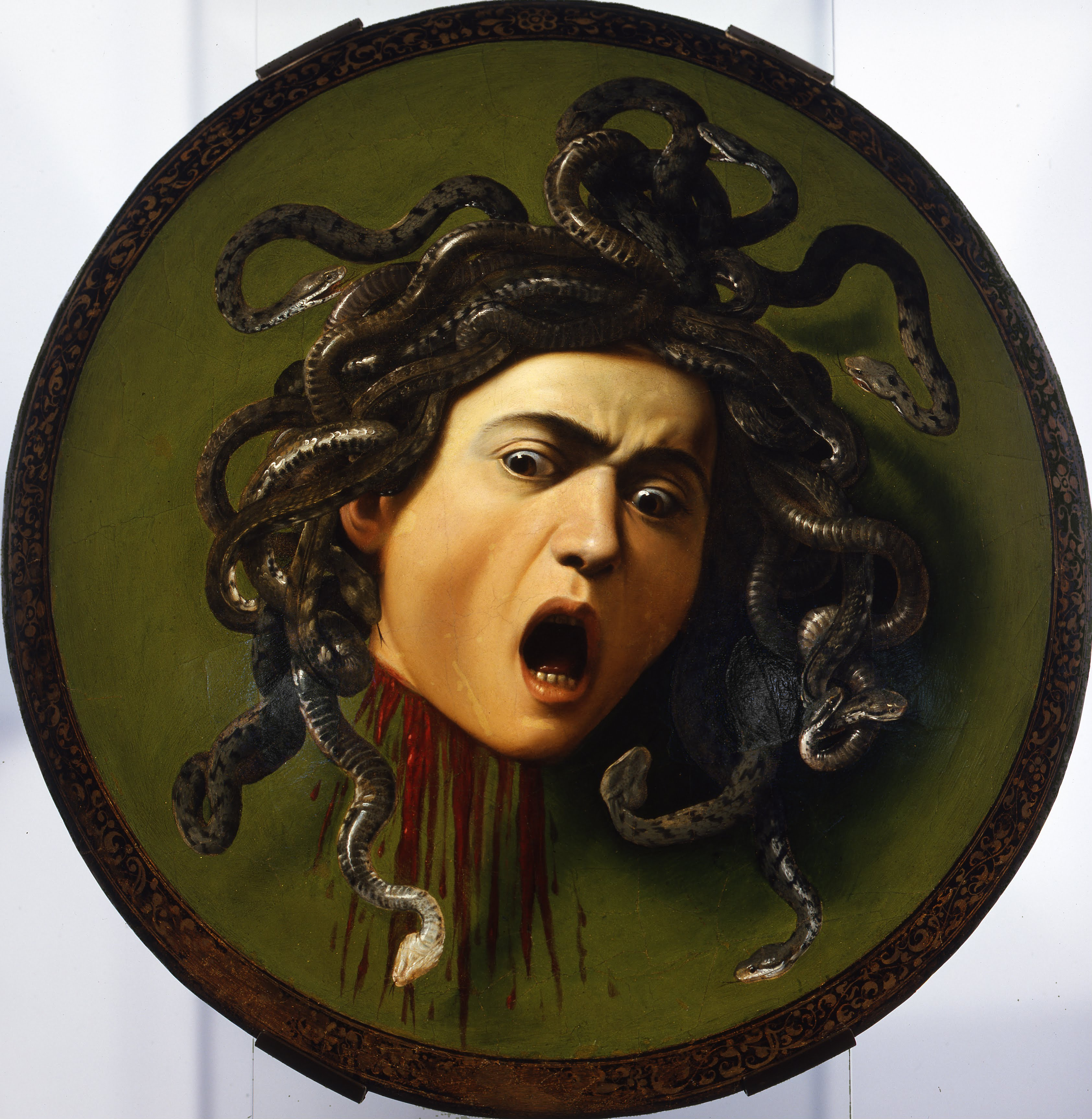
Nach dem Sieg über Medusa kann ihr abgerissenes Gorgonenhaupt als Sekundärwaffe verwendet werden, um Gegner zu versteinern; Gemälde von Caravaggio

“I think I like to do things in games that I don’t want to do or can’t do in real life. A lot of people criticize, saying ‘oh that’s just violence for violence’s sake or shock value’. I like shock value. I like violence for violence’s sake if it’s done in a creative and interesting way. That’s not part of my everyday world.”

„Ich denke, ich tue in Spielen gerne Dinge, die ich im wirklichen Leben nicht tun will oder tun kann. Viele Leute kritisieren das und sagen ‚oh, das ist nur Gewalt um der Gewalt willen oder wegen der Schockwirkung‘. Ich mag Schockwirkungen. Ich mag Gewalt um der Gewalt willen, wenn es kreativ und interessant gemacht wird. Das ist kein Teil meiner Alltagswelt.“

God of War wurde zum ersten Mal im Februar 2004 im Rahmen des sogenannten SCEA Santa Monica Gamers’ Day der Öffentlichkeit vorgestellt, wobei insbesondere das Szenario aus der griechischen Mythologie eingeführt wurde sowie das Kampfsystem und einige Jump-’n’-Run-Elemente präsentiert wurden. Als Ausgangspunkt des Designprozesses gab Jaffe die Action-Adventure-Reihe Onimusha von Capcom an, in der der Spieler vor dem Hintergrund einer auf der japanischen Geschichte und Mythologie basierenden Fantasywelt abwechselnd Kampf- und Rätselabschnitte bewältigen muss. Eine Inspirationsquelle für den Hintergrund aus der griechischen Mythologie in God of War seien die Filme von Ray Harryhausen, wie Jason und die Argonauten und Kampf der Titanen, gewesen, die Jaffe bereits als Kind geliebt habe. Allerdings war es sein Ziel, nicht wie häufig in Filmen eine abgeschwächte Version der antiken Sagen zu bieten, sondern diese in ihrer tatsächlichen Gewalttätigkeit und Brutalität zum Leben zu erwecken. Zudem stelle die griechische Mythologie auch eine wichtige Quelle für die Spielmechaniken selbst dar, wie etwa das Versteinern von Gegnern mit dem Kopf der Medusa oder das Schleudern von Zeus’ Blitzen. Bei der Interpretation der griechischen Mythologie nahm sich das Entwicklerteam jedoch bewusst große Freiheit; im Vordergrund sollte der Spaß und die „Coolness“ der herausgegriffenen Elemente stehen und nicht die historisch-mythologische Genauigkeit.
Als Inspiration für die Art, eine Geschichte zu erzählen, und für die Rätselelemente gab Jaffe eines seiner Lieblingsspiele an, das Action-Adventure Ico aus dem Jahr 2001. In God of War gebe es sowohl in sich abgeschlossene Rätsel in einzelnen Räumen als auch solche, die mehrere Spielabschnitte umfassen und dem Spieler zwar schon früh vorgestellt werden, aber erst viel später gelöst werden können. Ein Entwicklungsziel war dabei, jedes Rätsel möglichst einzigartig zu machen und keine Aufgabe zu stellen, die nur eine leichte Variation eines bereits zuvor gelösten Rätsels ist.

### Technik
Als Spiel-Engine kam die von SCE Santa Monica Studio für ihr Vorgängerprojekt Kinetica von Grund auf neu entwickelte Engine zum Einsatz. Bei Kinetica (2001) handelt es sich um ein nur in Nordamerika für die PS2 veröffentlichtes futuristisches Rennspiel. Laut Lead Programmer Tim Moss bot die darin verwendete Engine bereits eine gute Unterstützung der Animation und der Effekte für das geplante God of War, musste allerdings noch an die Erfordernisse eines Third-Person-Spiels angepasst werden. Rückblickend erklärte Produzentin Studstill, dass die Entwicklung der Engine zwar einige Zeit in Anspruch genommen hatte, dass diese aber gut investiert war, denn das Team wollte damit über das erste Spiel, Kinetica, hinaus der PS2 „Beine zum Laufen“ verschaffen.
Laut Moss war es aus technischer Sicht eine weitere wichtige Entscheidung, für die 3D-Modellierung durchgängig die Software Maya einzusetzen. Hauptziel des aus etwa sieben Personen bestehenden Programmierteams war es, den Designern Tools zur Verfügung zu stellen, mit denen sie neue Elemente und Spezialfälle eigenständig umsetzen konnten, und so die Hauptlast des Entwicklungsprozesses auf den Designbereich zu verlagern. Zur Koordinierung der Dateien kam das Versionsverwaltungssystem Alienbrain zum Einsatz. Das Vollbildverfahren, das in der Originalversion in der Fernsehnorm NTSC für den Bildaufbau verwendet wird, konnte in der europäischen PAL-Version aus technischen Gründen nicht implementiert werden.

### Musik und Synchronisation
Die Musik des Spiels wurde von Gerard Marino, Mike Reagan, Ron Fish, Winifred Phillips, Winnie Waldron, Cris Velasco und Marcello De Francisci komponiert. Für die später vielfach preisgekrönte Videospielkomponistin Phillips stellte die Arbeit an God of War den Beginn ihrer Karriere dar. Der vollständige Soundtrack wurde exklusiv im damaligen Sony-eigenen Connect Music Store am 1. März 2005 veröffentlicht. Er umfasst 31 Stücke mit einer Gesamtlaufzeit von 58:55.
Die Hauptfigur Kratos wird im englischen Original von dem US-amerikanischen Sänger, Schauspieler und Synchronsprecher Terrence C. Carson gesprochen, die britische Schauspielerin und Sprecherin Carole Ruggier übernahm die Rollen der Athene und der Aphrodite. Als Erzählerin fungierte die US-amerikanische Schauspielerin und Oscar-Preisträgerin Linda Hunt. Die deutsche Stimme von Kratos ist der beispielsweise als Synchronsprecher von Dwayne Johnson bekannte Ingo Albrecht.

## Veröffentlichung

### Außerhalb Deutschlands
Anfang Januar 2005 erschien in Nordamerika eine Demoversion von God of War mit dem Einführungsabschnitt bis zum Kampf gegen den ersten Endgegner, die Hydra. Das Spiel selbst wurde dort am 22. März desselben Jahres von Sony Computer Entertainment veröffentlicht. In den meisten Ländern Europas, nicht jedoch in Deutschland, brachte der Konzern God of War im Juli 2005 auf den Markt. Diese auf die PAL-Fernsehnorm lokalisierte Fassung enthält neben der englischen eine deutsche, französische, italienische und spanische Synchronisation. In der PAL-Version, die die PEGI-Jugendschutzeinstufung „empfohlen ab 18 Jahren“ erhielt, wurde eine einzelne Spielszene abgeändert. Dabei handelt es sich um einen Rätselabschnitt, bei dem eine durch eine Feuerfalle gesicherte Tür der einzige Weg ist, um einen Raum zu verlassen. In der Originalversion besteht die Lösung darin, einen in einem Käfig gefangenen menschlichen Soldaten in der Falle zu opfern, in der europäischen Version wurde der Gefangene durch einen Untoten ersetzt. Zudem wurde ein Speicherpunkt unmittelbar vor dieser Sequenz entfernt und Textpassagen im Zusammenhang zu der Szene wurden den Änderungen angepasst. In Japan wurde God of War am 17. November 2005 von dem dort ansässigen Videospielunternehmen Capcom veröffentlicht.

### Kontroverse um die Veröffentlichung in Deutschland
Zur geplanten Veröffentlichung von God of War in Deutschland verweigerte die Unterhaltungssoftware Selbstkontrolle (USK) gemäß § 14, Abs. 3 Jugendschutzgesetz die Kennzeichnung mit einer Altersfreigabe. Spiele ohne Kennzeichnung durch die USK können zwar genauso wie Spiele ohne Jugendfreigabe (USK-Kennzeichnung „ab 18“) in Deutschland veröffentlicht und verkauft werden, allerdings werden sie im Anschluss häufig von der Bundesprüfstelle für jugendgefährdende Medien (BPjM) in die Liste jugendgefährdender Medien aufgenommen („Indizierung“). Sony Computer Entertainment sah daraufhin zunächst von einer Markteinführung von God of War in Deutschland ab, da die Veröffentlichung eines Titels ohne Alterskennzeichnung nicht zur Firmenphilosophie passe.

Logo der BPjM

Bei der darauf folgenden Prüfung des Spiels durch die BPjM lehnte das Zwölfergremium „nach intensiver Erörterung“ jedoch in einer Entscheidung vom 5. Januar 2006 eine Indizierung ab. Als Begründungen gab die Behörde an, dass einerseits sich die Gewaltanwendung in den interaktiven Spielabschnitten fast ausschließlich gegen Wesen aus der griechischen Mythologie sowie gegen Untote richte. Vor allem verfüge God of War aber andererseits neben den gewalthaltigen Elementen über weitere Anteile, die wesentliche Bestandteile des Spiels darstellen, nämlich „teilweise sehr anspruchsvolle“ Kletter-, Balancier- und Sprungaufgaben sowie viele Rätsel, die den Spieler zum Überlegen und Nachdenken zwingen.
Nach der Entscheidung der BPjM wurde das Spiel im Februar 2006 erneut der USK zur Einstufung vorgelegt. Es erhielt nun die Kennzeichnung „ab 18“ und konnte schließlich von Sony Computer Entertainment am 10. Mai 2006 in Deutschland veröffentlicht werden. Zu diesem Zeitpunkt war das Spiel in den meisten Nachbarländern, etwa in Österreich und der Schweiz, bereits als sogenannte Platinum-Version zum halben Preis erhältlich.

### Portierungen und Kompilationen
Am 17. November 2009 veröffentlichte Sony Computer Entertainment in Nordamerika God of War zusammen mit dem Nachfolger God of War II auf einer Blu-ray Disc unter dem Titel God of War Collection für die PlayStation 3. In Europa kam die Kollektion Ende April 2010 auf den Markt. Das Remaster der beiden Spiele in hochauflösender Grafik (Auflösung 720p mit einer Bildfrequenz von 60 Bildern pro Sekunde und zweifachem Antialiasing) führte das texanische Entwicklerstudio Bluepoint Games in nur drei Monaten durch. Seit Oktober 2010 kann die God of War Collection auch als kostenpflichtiger Download im PlayStation Store bezogen werden. Im August 2012 veröffentlichte Sony Computer Entertainment God of War als Teil einer Kompilation der ersten fünf Teile der God-of-War-Reihe auf zwei Blu-ray Discs unter dem Titel God of War Saga in Nordamerika für PlayStation 3.
Eine Portierung der God of War Collection für die Handheld-Konsole PlayStation Vita wurde von Sony Computer Entertainment weltweit im Mai 2014 veröffentlicht. Verantwortlich für die Umsetzung war das kalifornische Entwicklerstudio Sanzaru Games, das vor allem für die Entwicklung des Teils Sly Cooper: Jagd durch die Zeit der Jump-’n’-Run- und Stealth-Spielreihe Sly Cooper und für die Portierung von dessen Vorgängern auf PS3 und PS Vita bekannt geworden war. Für die Grafikdarstellung der beiden Spiele der God of War Collection wird deren originale Grafikauflösung von 720 × 408 Pixel auf die 960 × 544 Pixel des PS-Vita-Bildschirms hochskaliert. Zum Wechsel der Zauberfähigkeiten der Spielfigur wird der Touchscreen der Handheld-Konsole verwendet; das Touchpad auf der Geräterückseite ersetzt zwei bei der PS Vita fehlende Tasten des PS2-Gamepads.

### Verkaufszahlen
God of War belegte nach dem ersten Halbjahr des Jahres 2005 den sechsten Platz in der Liste der meistverkauften Computerspiele. Laut Sony Computer Entertainment wurden von der erstveröffentlichten PS2-Version des Spiels bis Ende Mai 2012 weltweit mehr als 4,6 Millionen Exemplare verkauft, davon etwa 1,6 Millionen in Europa und etwa 140.000 in Japan. Hinzu kommen bis zu diesem Zeitpunkt mehr als 2,4 Millionen (Europa: ca. 510.000) verkaufte Einheiten der PS3-Version als Teil der God of War Collection. Die Verkäufe aller Teile der God-of-War-Reihe zusammen beliefen sich bis dahin auf über 21,6 Millionen. Die Website VG Chartz schätzt die Anzahl der bis August 2015 verkauften Exemplare der PS-Vita-Version auf 180.000. In Deutschland, wo God of War sehr viel später als im Ausland erschien, stieg das Spiel nur auf Platz 10 der Computerspiel-Verkaufscharts ein. Das deutsche Computerspielmagazin 4Players vermutete dazu in einem Bericht, dass viele, die das Spiel haben wollten, es bereits vorher gekauft hätten.

## Rezeption

### Rezensionen

#### Originalversion
God of War wurde von der Kritik durchweg positiv bis sehr positiv beurteilt: Bei Metacritic, einer Website für Medienbewertungen, erzielte das Spiel 94 von 100 Punkten. Bei GameRankings, einem anderen Aggregator-Dienst, erreichte es einen Wertungsschnitt von 93,58 %, womit es auf dieser Website das PS2-Spiel mit der achthöchsten Metawertung ist.
Matt Leone vom Onlinemagazin 1Up.com stellte in seiner Besprechung des Spiels lobend fest, dass sowohl der Action- als auch der Adventure-Anteil herausragend seien, eine Eigenschaft, die im Action-Adventure-Genre nur selten anzutreffen sei. Die Darstellung der Kämpfe sei flüssig und gebe dem Spieler von Anfang an ein „großartiges Gefühl von Stärke und Macht“; die Animationen der Finishing Moves seien erstaunlich. Lediglich das Ausweichen gegnerischer Angriffe, das nur in vier Richtungen erfolgen kann, wirke starr und wenig benutzerfreundlich. In Bezug auf den Adventure-Anteil lobte Leone die Handlung, die beeindruckend erzählt werde, sowie die Rätsel. Diese seien entweder selbst actionorientiert oder erfordern Puzzle-typisches Nachdenken und bieten eine schöne Abwechslung.
Zu einer ähnlich positiven Einschätzung kam auch Paul Kautz vom Magazin 4Players. Er lobte vor allem die Präsentation von God of War mit einem „bombastischen, pompösen“ Soundtrack und einer „phantasiereich designten, herrlich detaillierten“ Grafik. Die Kamera zeige das Geschehen oft aus dramatischen Perspektiven, allerdings wünsche man sich mitunter, die Einstellung selbst ändern zu können. Die Inszenierung der Kämpfe zeichne sich durch eine „brutale Eleganz“ aus, die der Rezensent mit einer einzigartigen „Mischung aus Ballett und Kettensägenmassaker“ verglich. Die Rätselabschnitte seien clever designt, einige zeitkritische Aufgaben könnten jedoch auch das Potential haben, den Spieler zu frustrieren. Kautz merkte zudem die Preispolitik des Publishers Sony negativ an, der God of War in Deutschland als Vollpreisspiel auf den Markt bringe, obwohl es im Ausland mittlerweile schon zu einem Budget-Preis erhältlich sei.
Alex Navarro lobte im Onlinemagazin GameSpot vor allem das abwechslungsreiche Kampfsystem, die zahlreichen herausfordernden, aber nicht unmöglichen Rätsel und den orchestralen Soundtrack des Spiels, er sprach allerdings auch einige kleinere negative Punkte an. So könne man kritisieren, dass die Eingabe von Angriffskombinationen zu nachsichtig sei und nur wenig Aufmerksamkeit erfordere: Durch einfaches Drücken der Angriffstasten könne man bereits eindrucksvolle Combos ausführen. Außerdem empfand Navarro einige sexuelle Anspielungen – insbesondere ein in einer eher komischen Art und Weise präsentiertes Sex-Minispiel – als unpassend für die ansonsten durchgängig düstere, morbide und „erwachsene“ Spielatmosphäre. Von technischer Seite lobte er besonders die flüssigen Animationen, bemerkte allerdings, dass es in speziellen Spielsituationen zu einer Absenkung der Bildfrequenz kommen könne, was ein leichtes Ruckeln des Bildes bewirke.
In einer Besprechung von God of War in der New York Times bezeichnete der Rezensent Charles Herold das Spiel mit seinem „beeindruckenden Level-Design, den spannenden Kämpfen, den trickreichen Rätseln und seiner kraftvollen, sinfonischen Spielmusik“ als nahezu perfekt. Mitunter leiste es sich aber auch Fehltritte, wie etwa einen einfach nur lästigen Marsch durch einen die Sicht behindernden Sandsturm. Herold ging in seiner Rezension differenziert auf die zahlreichen Gewaltelemente des Spiels ein: Wenn Kratos monströse Kreaturen zu Boden schleudert, untote Krieger mit ihrer eigenen Waffe aufspießt oder Harpyien packt und ihnen ihre Flügel ausreißt, so habe das etwas „herrlich Muskulöses“ an sich und die Finishing Moves seien „ausgeklügelt brutal“. Es gebe aber beispielsweise auch Abschnitte, in denen der Spieler Menschen für einen Gesundheitsbonus töten könne. Eine Szene, in der ein um sein Leben bettelnder Soldat geopfert werden muss (siehe Abschnitt #Außerhalb Deutschlands), sei ziemlich verstörend.

#### Portierungen
In einer Rezension der PlayStation-3-Portierung des Spiels zeigte sich Chris Roper von IGN beeindruckt von der HD-Grafik und stellte fest, dass sich die Steuerung durch die höhere Bildfrequenz flüssiger anfühle. Der ansonsten völlig unverändert gebliebene Spielinhalt sei über die Jahre gut gealtert und mache noch genauso viel Spaß, wie bei der Erstveröffentlichung. Kritik übte Roper an der Grafikqualität der Zwischensequenzen: Während die vorgerenderten Szenen zwar nur in Standardauflösung gezeigt werden, aber immer noch gut aussehen, sei die Qualität der in Spielgrafik dargestellten Sequenzen ziemlich schlecht – gerade im Vergleich zur HD-Darstellung der interaktiven Spielelemente. Die PS3-Version der God of War Collection erhielt eine Bewertung von 91 % bei Metacritic und 90,78 % bei GameRankings.

Handheld-Konsole PlayStation Vita

Die im Mai 2014 veröffentlichte Portierung der God of War Collection für die PlayStation Vita erhielt nur durchschnittliche Kritiken. So sah sich Meghan Sullivan von IGN enttäuscht von der für die Handheld-Konsole heruntergestuften Grafik, die fade und leicht unscharf wirke. Zudem seien durch das andere Bildschirmformat die Proportionen unvorteilhaft verzerrt. Die Sprachausgabe bezeichnete die Rezensentin als dumpf („wie über ein Walkie-Talkie“) und die Steuerung, insbesondere den Einsatz des Touchpads, als ungelenk. Zu einem ähnlichen Ergebnis kam auch ein Test dieser Version in Computer Bild Spiele: Die beiden Spiele selbst seien auch 2014 noch spannend und unterhaltsam, aber die Umsetzung für die PS Vita sei technisch misslungen und weise eine „fummelige“ Steuerung auf. Die PS-Vita-Version der God of War Collection erhielt eine Bewertung von 73 % bei Metacritic und 75,00 % bei GameRankings.

### Auszeichnungen und Bestenlisten
God of War wurde 2006 bei den Interactive Achievement Awards (D.I.C.E. Awards) als Spiel des Jahres ausgezeichnet. Neben den damit verbundenen Preisen als Konsolenspiel des Jahres und Action-Adventure des Jahres erhielt es auch eine Auszeichnung in drei „Outstanding Achievement“-Kategorien (Animation, Original Musical Composition und Sound Design). Ferner gewann es für die Hauptfigur Kratos den Preis in der Kategorie Outstanding Character Performance – Male.
Bei den Spike Video Game Awards 2005 gewann God of War den Preis als Actionspiel des Jahres. Zudem wurde David Jaffe für sein Spiel in der Kategorie Designer of the Year ausgezeichnet. God of War war hier auch als Spiel des Jahres nominiert, allerdings konnte schließlich das Action-Adventure Resident Evil 4 von Capcom den Preis für sich gewinnen.
Bei dem Film- und Fernsehpreis Saturn Award wurde God of War 2006 als beste Videospielveröffentlichung im Bereich Fantasy ausgezeichnet.
God of War belegt in verschiedenen Bestenlisten vordere Plätze. So stufte es beispielsweise IGN 2008 als das viertbeste PS2-Spiel ein, hinter Grand Theft Auto III, Shadow of the Colossus und Metal Gear Solid 3: Subsistence. In einer ähnlichen Liste der Top-25-PS2-Spiele des ehemaligen Online-Magazins GameSpy belegt God of War sogar den zweiten Platz hinter Grand Theft Auto: San Andreas.

### Einfluss auf das Action-Adventure-Genre
Das Spielprinzip von God of War wurde nicht nur ohne große Änderungen in den folgenden Teilen der Reihe weitergeführt, es beeinflusste auch das gesamte Action-Adventure-Genre stark. Zahlreiche andere Spiele verwendeten im Anschluss Elemente von God of War, wobei das Spektrum von Inspirationen bei Details bis zu fast unveränderten Kopien des Spielprinzips reicht. Für Letztere wurde in der Fachpresse häufig auch der etwas abfällige Begriff „God-of-War-Klone“ verwendet. Beispiele für eher erfolgreiche und von der Kritik gelobte Spiele, die mit God of War verglichen wurden, sind Castlevania: Lords of Shadow (2010), Darksiders (2010) oder auch Dante’s Inferno (2010). Typische weniger erfolgreiche „Klone“ sind etwa Conan (2007) oder Die Legende von Beowulf – Das Spiel (2007). Alle bisher genannten Spiele ähneln God of War nicht nur in Hinblick auf die Spielmechanik, sondern auch in einem phantastisch-mythologischen Szenario und einer düsteren, erwachsenen Grundstimmung. Jedoch übernahmen auch Action-Adventures, die sich hauptsächlich an eine jüngere Zielgruppe wenden, Spielmechaniken und -elemente aus God of War, so etwa The Legend of Spyro: Dawn of the Dragon (2008) aus der bekannten Spyro-Reihe oder der PlayStation-4-Launch-Titel Knack (2013).
Zehn Jahre nach der Veröffentlichung von God of War sei aber laut Kat Bailey vom Online-Magazin USgamer auch klar, dass der große Einfluss auf das Genre für die Reihe, die sich in dieser Zeit selbst kaum weiterentwickelt habe, ein Problem darstellte. Inzwischen seien es Titel wie Batman: Arkham Asylum oder Uncharted 2, die heute die Konkurrenz derart deutlich in den Schatten stellen, wie es damals God of War tat. Eine Veröffentlichung wie God of War: Ascension werde hingegen von der Fachpresse eher nur noch „mit einem Achselzucken“ aufgenommen.

### Wissenschaftliche und gesellschaftliche Rezeption
Aspekte von God of War wurden mehrfach als Demonstrationsbeispiel in wissenschaftlichen Arbeiten aus dem Bereich Game Studies herangezogen oder standen im gesellschaftlichen Diskurs über Computerspiele. So analysiert Robert Cassar das Spiel vor dem Hintergrund der These, dass in modernen Videospielen im Gegensatz zu den spielerischen Elementen, die sich stark weiterentwickelt haben, die erzählerische Komponente immer noch eine untergeordnete Stellung einnehme. God of War sei jedoch ein Beispiel für die Anstrengungen, die Entwickler unternehmen, um eine Brücke zwischen dem Erzählen einer Geschichte und den spielerischen Elementen zu bauen, beispielsweise durch Quick Time Events oder Kameraschwenks. Das Spiel beweise zudem, dass in Videospielen auch realistischere und erwachsenere Themen behandelt werden können, ohne dass die Freude am Spielen darunter leiden müsse. Hypertextuelle und nichtlineare Erzählmethoden wie in God of War seien dabei ein interessanter, aber sicher nicht der einzig mögliche Lösungsansatz, um den Aspekt der Narrativität dieses Mediums anzugehen.
In seiner Dissertation zum Thema Jugendmedienschutz bei Gewalt darstellenden Computerspielen analysiert Patrick Portz die Spruchpraxis der BPjM unter anderem anhand der Entscheidung zu God of War als einer der wenigen Fälle von Nichtindizierungen geprüfter Spiele. Die Begründung, das Spiel enthalte neben den gewalthaltigen Elementen noch weitere wesentliche Elemente, sei zwar insgesamt plausibel, aber inkonsequent, denn das treffe auf ein Gros der indizierten Spiele, wie beispielsweise auf einige Teile der Survival-Horror-Reihe Resident Evil oder auf das Western-Spiel Gun, in noch stärkerem Maße zu. Auch die Begründung, die Gewalt in God of War richte sich fast ausschließlich gegen menschenunähnliche Wesen, stehe im Widerspruch zur Auffassung der BPjM, nach der Wesen menschenähnlich seien, die auch menschlich reagieren. In diesem Zusammenhang sei auch die Unterscheidung zwischen Phantasiefiguren und menschenähnlichen Wesen, die ja per se nur Phantasiefiguren seien, durch die BPjM wenig plausibel.

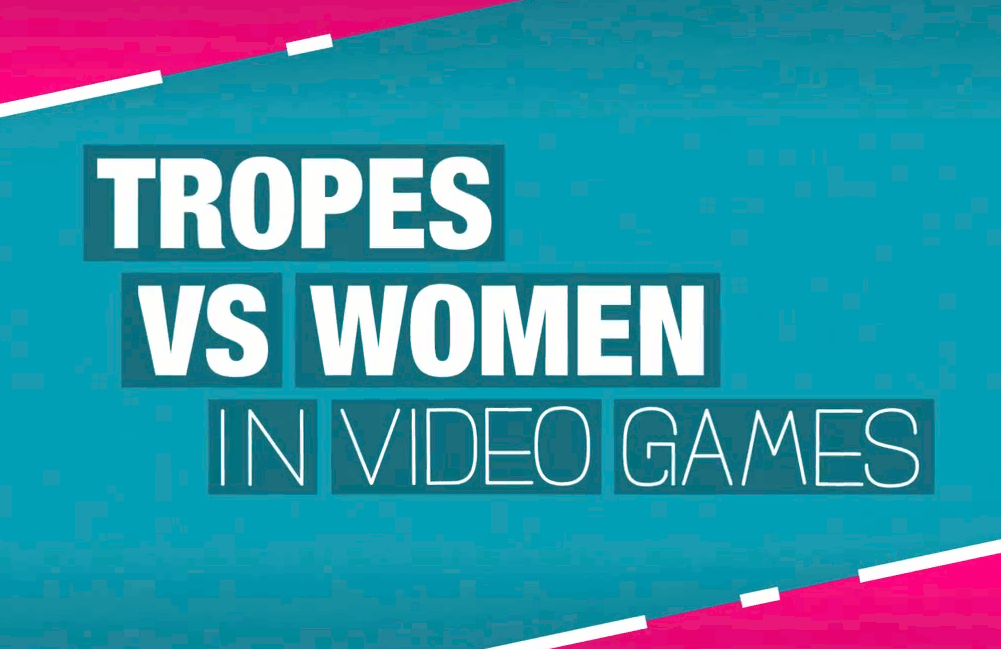
Logo von Tropes vs. Women in Video Games

Die kanadisch-amerikanische Medienkritikerin und Videobloggerin Anita Sarkeesian verwendet God of War und seine Nachfolger in ihrem Projekt Tropes vs. Women in Video Games, das sich aus feministischer Sicht mit frauenbezogenen Stereotypen in Videospielen befasst, als ein Demonstrationsbeispiel von vielen für das Thema „Frauen als Belohnung“. So habe der erste Teil eine Tradition eines Minispiels in der Reihe etabliert, das den Spieler mit Erfahrungspunkten belohnt, wenn er erfolgreich Sex mit einer oder mehreren Frauen hat. Videospiele wie Grand Theft Auto V, The Witcher 3: Wild Hunt oder eben God of War, die Frauen als sexualisierte Spender von Erfahrungspunkten für anscheinend als männlich und heterosexuell angenommene Spieler darstellen, würden nicht nur die Sexszenen selbst als Belohnung verwenden, indem sie die Maskulinität der Spieler bestätigen. Durch den oberflächlichen Konsum weiblicher Sexualität würden Frauen auf Punkte in einer mathematischen Gleichung reduziert, die direkt mit einem Zuwachs männlicher Macht verknüpft ist.
In einem Artikel über God of War und die Figur Kratos stimmt der Autor Martin Nerurkar der These zu, dass das Franchise beispielsweise aufgrund der zur Vermarktung verwendeten gewalthaltigen, blutigen Bilder oder der „seltsam unreifen“ Sex-Minispiele durchaus als exploitativ bezeichnet werden kann. Mit der visuellen Betonung von Gewalthandlungen, etwa durch Heranzoomen oder Zeitlupeneffekte, und der Darstellung von Frauen als schwache Sexobjekte bediene es sich bekannter Stereotype des Action-Genres. Andererseits müsse es jedoch wie in Filmen, Fernsehserien und Büchern auch in Spielen zulässig sein, dass der Protagonist ein gewalttätiger, sadistischer und misogyner Charakter wie Kratos ist. Die Tatsache allein, dass der Spieler die Figur selbst steuert, mache sie nicht zu einem Vorbild oder glorifiziere ihre Taten. Im Gegenteil müsse es auch Geschichten mit Hauptcharakteren geben, die der Spieler verachtet oder die ihn anekeln. Zudem liefere God of War durch die Handlung und das antike Szenario genug Kontext, der den Spieler erkennen lässt, dass Kratos, obwohl er „heldenhafte“ Taten vollbringt, kein „Held“ ist.

## Nachfolger

### God of War II
Im März 2007 veröffentlichte Sony Computer Entertainment mit God of War II einen direkten Nachfolger von God of War für die PS2, in Europa kam der Titel ungeschnitten Anfang Mai desselben Jahres auf den Markt. Das Spielprinzip gleicht im Wesentlichen dem des Vorgängers, allerdings enthält das Spiel mehr Endgegner und eine größere Zahl schwieriger Rätsel. Die Handlung schließt an das Ende von God of War an. Kratos wird auch als der neue Kriegsgott von den schrecklichen Albträumen seiner Taten gequält und wütet – von den anderen Göttern gemieden und gehasst – mit seiner spartanischen Armee noch grausamer als zuvor Ares. Zu Beginn der Handlung gelingt es jedoch Zeus mit einem Trick, Kratos seine göttliche Macht zu nehmen, ihn zu töten und somit in den Hades zu verbannen.
God of War II wurde wie sein Vorgänger von der Kritik sehr positiv bewertet, wobei vor allem Verbesserungen im Spielprinzip und an der Grafik sowie das Design der Rätsel gelobt wurden. Bei Metacritic erzielt das Spiel eine Bewertung von 93 %. Es erhielt einige Auszeichnungen und Preise, darunter zwei British Academy Video Games Awards.

### Überblick über die Spielreihe
Der offene Schluss von God of War II verweist auf eine weitere Fortsetzung, die als God of War III im März 2010 für die PlayStation 3 veröffentlicht wurde. Bewegte Bilder wurden erstmals auf der Spielemesse E3 2009 gezeigt, zusammen mit einer spielbaren Demo-Version. Im Juli 2015 erschien unter dem Titel God of War III Remastered eine Version dieses Spiels für PlayStation 4.
Des Weiteren existieren zwei God-of-War-Teile für die Handheld-Konsole PlayStation Portable, God of War: Chains of Olympus (2008) und God of War: Ghost of Sparta (2010), in denen die Leidensgeschichte von Kratos intensiver beleuchtet wird und diverse offene Fragen der Hauptreihe beantwortet werden. Sie wurden von den kalifornischen Ready at Dawn Studios entwickelt und unterscheiden sich in ihrer Erzählweise, der Thematik und dem Spielprinzip von der Haupttrilogie nur wenig. Eine Portierung der beiden Spiele für PlayStation 3 erschien im September 2011 als God of War Collection Volume II und wurde auch als Kompilation zusammen mit der Haupttrilogie unter dem Titel God of War: Complete Collection angeboten.
Im April 2012 kündigte SCE Santa Monica Studio einen neuen Teil der Hauptreihe für die PS3 an. Das Spiel wurde unter dem Titel God of War: Ascension im März 2013 veröffentlicht. Es ist jedoch keine Fortsetzung, sondern ein Prequel, das sechs Monate nach dem Tod von Kratos’ Familie spielt. Als erster Teil der Reihe enthält Ascension einen Mehrspielermodus.
Im Rahmen der E3 2016 stellte Sony im Juni 2016 einen weiteren Teil der Spielreihe vor, welcher am 20. April 2018 unter dem Titel God of War für PlayStation 4 und am 14. Januar 2022 für Windows erschien. Dieser Teil stellt sowohl eine erzählerische Fortsetzung als auch einen in puncto Spielprinzip und Spielwelt-Design einen Neustart der Reihe dar. So wird die Geschichte nun nicht mehr vor dem Hintergrund der griechischen, sondern der nordischen Mythologie erzählt, die Spielwelt ist offener und enthält diverse Metroidvania-Elemente und es gibt stärker ausgeprägte Rollenspiel-Aspekte bei der Charakterentwicklung, z. B. das Erlernen und Verbessern von neuen Angriffen, Fähigkeiten und Rüstungen. Auch wird das Geschehen nicht mehr aus fest vorgegebenen Kameraperspektiven gezeigt, sondern aus einer separat steuerbaren Overhead-Perspektive hinter dem Spieler, ähnlich der Tomb-Raider-Reihe. Kratos ist optisch gealtert und hat einen Sohn namens Atreus. Dieser wird vom Spieler passiv gesteuert und hat seine eigenen Charakter- und Kampfeigenschaften, was ein zusätzliches, taktisches Element in die Reihe einfügt. Auch wird mehr Fokus auf das Erzählen der Geschichte sowie dem schwierigen Verhältnis zwischen Kratos und seinem Sohn gelegt.
Ein weiterer Nachfolger namens God of War Ragnarök, der das Spielprinzip des Vorgängers im Wesentlichen beibehält, wurde von Sony Ende 2020, anfangs noch ohne den Beinamen, für PlayStation 4 und PlayStation 5 angekündigt und erschien nach COVID-19-bedingter Verzögerung am 9. November 2022. Laut Produzent Cory Barlog wird die Geschichte um Kratos und Atreus in diesem Teil zu Ende erzählt.

## Auf dem Spiel basierende Medien

### Roman zum Spiel
Im September 2009 wurde eine Romanfassung des Spiels angekündigt, die im Mai 2010 ebenfalls unter dem Titel God of War von Del Rey Books auf den Markt gebracht wurde. Die Autoren waren die amerikanischen Fantasy- und Science-Fiction-Schriftsteller Matthew Stover, der vor allem für seine Star-Wars-Romane bekannt ist, und Robert E. Vardeman. Die deutschsprachige Übersetzung wurde unter dem Titel God of War: Der offizielle Roman zum Game im August 2010 im Panini-Verlag veröffentlicht.

### Geplante Verfilmung
Bereits im Juli 2005, kurz nach der Erstveröffentlichung von God of War, wurde eine geplante Verfilmung des Spiels durch Universal Studios angekündigt. Filmproduzent Charles Roven gab an, sein Team sei von diesem Projekt begeistert, seit es das Spiel zum ersten Mal gespielt habe, und sehe darin ein großes erzählerisches Potential. Im März 2007 bestätigte Jaffe, dass der Drehbuchautor David Self (Das Geisterschloss, Road to Perdition) ein Skript fertiggestellt habe und das Projekt nun einen Regisseur suche. Im September 2008 vermeldete Brett Ratner (Rush Hour, X-Men: Der letzte Widerstand), dass er in der Verfilmung Regie führen werde und auf grünes Licht für den Drehbeginn warte. Einige Monate später gab Ratner jedoch an, nicht mehr am geplanten God-of-War-Film zu arbeiten und sich einem anderen Projekt, der Actionkomödie Aushilfsgangster, zugewandt zu haben.
Danach wurde es einige Jahre still um eine mögliche Verfilmung, bis im Juli 2012 vermeldet wurde, dass die für die Horrorfilmreihe Saw bekannten US-amerikanischen Drehbuchautoren Patrick Melton und Marcus Dunstan an einer Leinwandadaption von God of War arbeiten. Nach der Fertigstellung des Drehbuchs verschwand die geplante Verfilmung allerdings wieder aus den Schlagzeilen. Marianne Krawczyk, Autorin für die God-of-War-Spiele, bestätigte im September 2013, dass das Team seit dem vorigen Jahr nichts mehr über den Film gehört habe. Ihrer Meinung nach sei das größte Problem einer Verfilmung die Besetzung der Hauptrolle Kratos.